# The Wailers Live (Dvd)
Pour les articles homonymes, voir The Wailers (homonymie).
The Wailers Live est un DVD musical d'un concert des Wailers filmé à The Norva à Norfolk en Virginie en 2002, d'un durée de 83 minutes.

## Liste des morceaux
1. Keep On Moving
2. Roots Rock Reggae
3. Dem Wouldn't Live
4. Small Axe
5. Better Must Come
6. Well Pleased
7. Cobra Style
8. Rock Fort Rock
9. Money Maker
10. Buffalo Soldier
11. People Get Ready
12. Sun is Shining
13. Don't Rock the Boat
14. Duppy Conqueror
15. Fussing and Fighting
16. Legalize It